# Paulinenstift (Weimar)

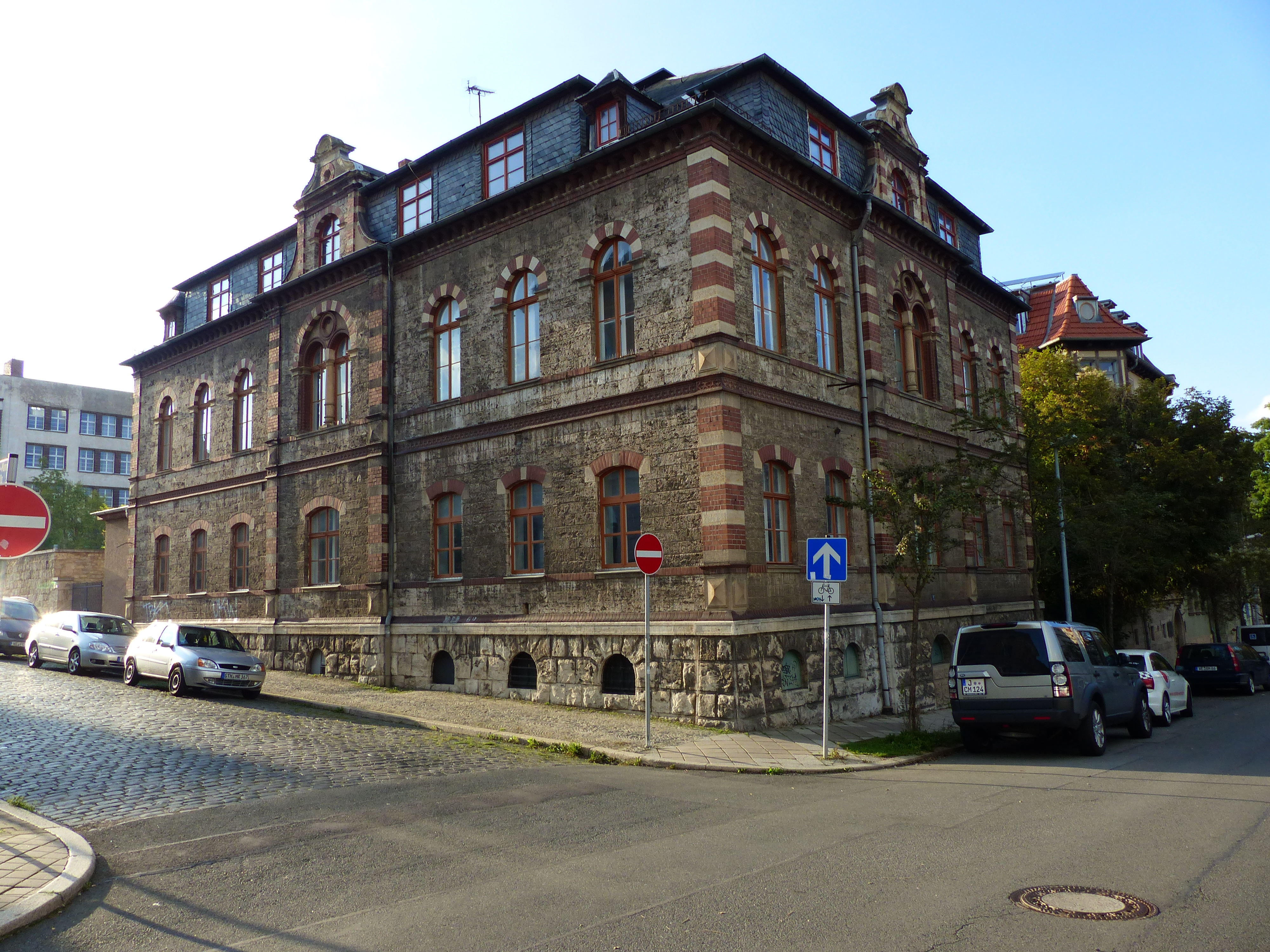
Paulinenstift in Weimar

Das ehemalige Paulinenstift in Weimar befindet sich in der Washingtonstraße 53, die einst Schröterstraße hieß.
Dieser im Stile der italienischen Neorenaissance errichtete mehrgeschossige Bau wurde 1886 von Karl Vent überwiegend aus Travertin errichtet. Auftraggeber war die Erbgroßherzogin Pauline von Sachsen-Weimar-Eisenach. Es war zunächst eine Mägdebildungsanstalt und Mägdenherberge, mit dem Zweck, junge Mädchen die nach ihrer Konfirmation in den dienenden Stand gehen wollten, dafür vorzubereiten und auszubilden. Es hatte zugleich die erzieherische Aufgabe für die nach damaligen Begriffe ehrlos und dienstlos gewordenen Mädchen Herberge und Beköstigung zu bieten.
Außerdem ist mit dem Weimarer Paulinenstift der 1901 errichtete Kindergarten in Ramsla verbunden, der einer der ältesten in der Gegend ist.
Heute dient das Gebäude als Wohnhaus. Es steht auf der Liste der Kulturdenkmale in Weimar (Einzeldenkmale).